# 325 Heidelberga
325 Heidelberga là một tiểu hành tinh cỡ lớn ở vành đai chính. Nó được Max Wolf phát hiện ngày 4.3.1892 ở Heidelberg, và được đặt theo tên thành phố này.